# La Noë-Poulain
Pour les articles homonymes, voir La Noë et Poulain (homonymie).
La Noë-Poulain est une commune française située dans le département de l'Eure, en région Normandie.

## Géographie

### Localisation
La Noë-Poulain est une commune du Lieuvin, dans le Nord-Ouest du département de l'Eure.
| Saint-Siméon | Saint-Siméon       |                        |
| Saint-Siméon | Martainville       | Saint-Étienne-l'Allier |
|              | La Poterie-Mathieu |                        |

### Hydrographie
La commune est située dans le bassin Seine-Normandie. Elle est drainée par le ruisseau de Sebec,.
Le ruisseau de Sebec, d'une longueur de 11 km, prend sa source dans la commune de Épaignes et se jette  dans  le ruisseau de Tourville à Tourville-sur-Pont-Audemer, après avoir traversé quatre communes.

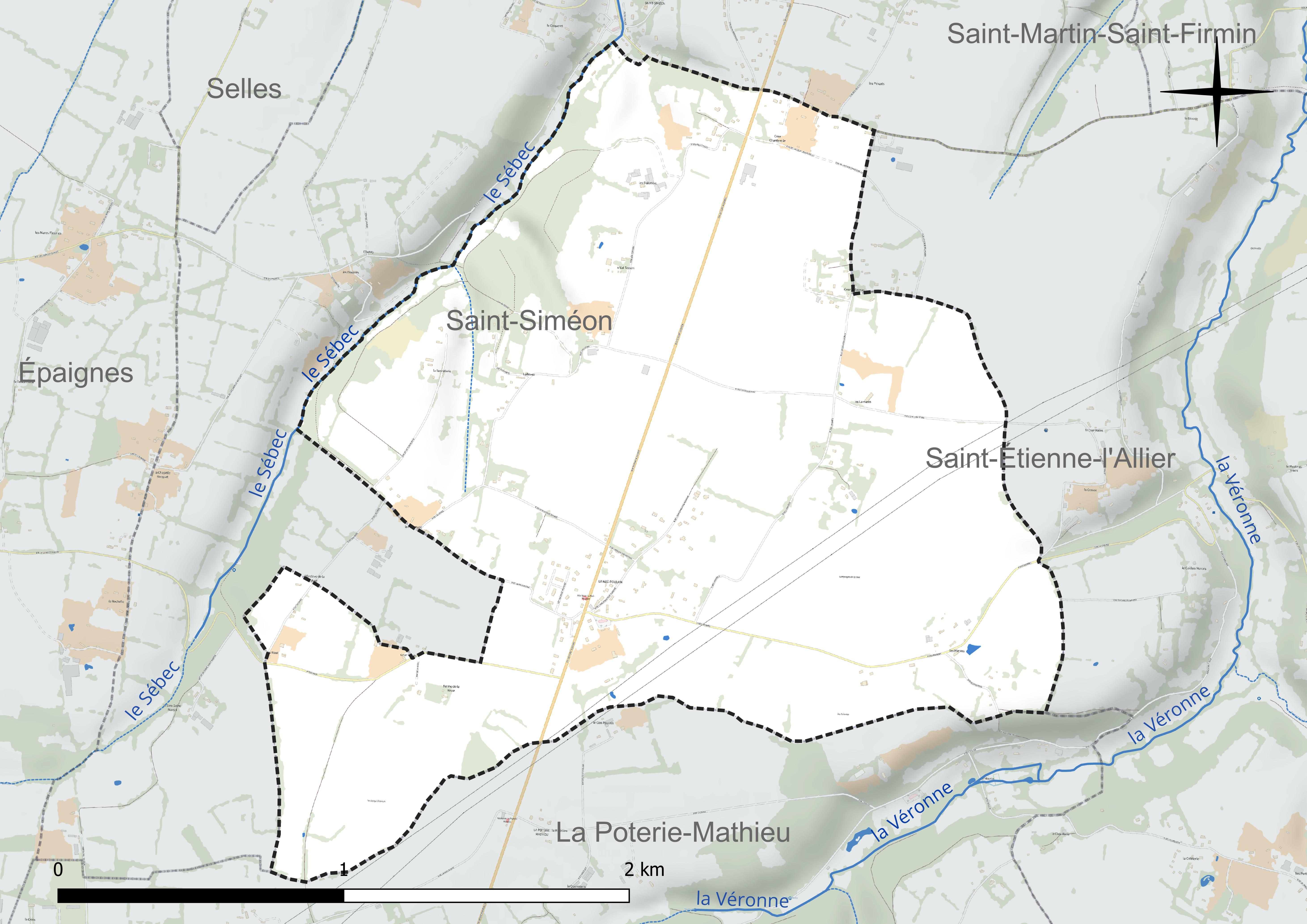
Réseau hydrographique de la Noë-Poulain.

### Climat
Pour des articles plus généraux, voir Climat de la Normandie et Climat de l'Eure.
En 2010, le climat de la commune est de type climat des marges montargnardes, selon une étude du CNRS s'appuyant sur une série de données couvrant la période 1971-2000. En 2020, Météo-France publie une typologie des climats de la France métropolitaine dans laquelle la commune est exposée à un climat océanique et est dans la région climatique  Côtes de la Manche orientale, caractérisée par un faible ensoleillement (1 550 h/an) ; forte humidité de l’air (plus de 20 h/jour avec humidité relative > 80 % en hiver), vents forts fréquents. Parallèlement le GIEC normand, un groupe régional d’experts sur le climat, différencie quant à lui, dans une étude de 2020, trois grands types de climats pour la région Normandie, nuancés à une échelle plus fine par les facteurs géographiques locaux. La commune est, selon ce zonage, exposée à un « climat contrasté des collines », correspondant au Pays d’Auge, Lieuvin et Roumois, moins directement soumis aux flux océaniques et connaissant toutefois des précipitations assez marquées en raison des reliefs collinaires qui favorisent leur formation.
Pour la période 1971-2000, la température annuelle moyenne est de 10,1 °C, avec  une amplitude thermique annuelle de 13,6 °C. Le cumul annuel moyen de précipitations est de 881 mm, avec 13,4 jours de précipitations en janvier et 9 jours en juillet. Pour la période 1991-2020, la température moyenne annuelle observée sur la station météorologique la plus proche, située sur la commune de Lieurey à 4 km à vol d'oiseau, est de 11,3 °C et le cumul annuel moyen de précipitations est de 893,1 mm,. Pour l'avenir, les paramètres climatiques de la commune estimés pour 2050 selon différents scénarios d’émission de gaz à effet de serre sont consultables sur un site dédié publié par Météo-France en novembre 2022.

## Urbanisme

### Typologie
Au 1er janvier 2024, La Noë-Poulain est catégorisée commune rurale à habitat dispersé, selon la nouvelle grille communale de densité à 7 niveaux définie par l'Insee en 2022.
Elle est située hors unité urbaine. Par ailleurs la commune fait partie de l'aire d'attraction de Pont-Audemer, dont elle est une commune de la couronne,. Cette aire, qui regroupe 34 communes, est catégorisée dans les aires de moins de 50 000 habitants,.

### Occupation des sols
L'occupation des sols de la commune, telle qu'elle ressort de la base de données européenne d’occupation biophysique des sols Corine Land Cover (CLC), est marquée par l'importance des territoires agricoles (92,8 % en 2018), une proportion identique à celle de 1990 (92,8 %). La répartition détaillée en 2018 est la suivante : 
prairies (50,4 %), terres arables (42,2 %), forêts (7,2 %), zones agricoles hétérogènes (0,1 %). L'évolution de l’occupation des sols de la commune et de ses infrastructures peut être observée sur les différentes représentations cartographiques du territoire : la carte de Cassini (XVIIIe siècle), la carte d'état-major (1820-1866) et les cartes ou photos aériennes de l'IGN pour la période actuelle (1950 à aujourd'hui).

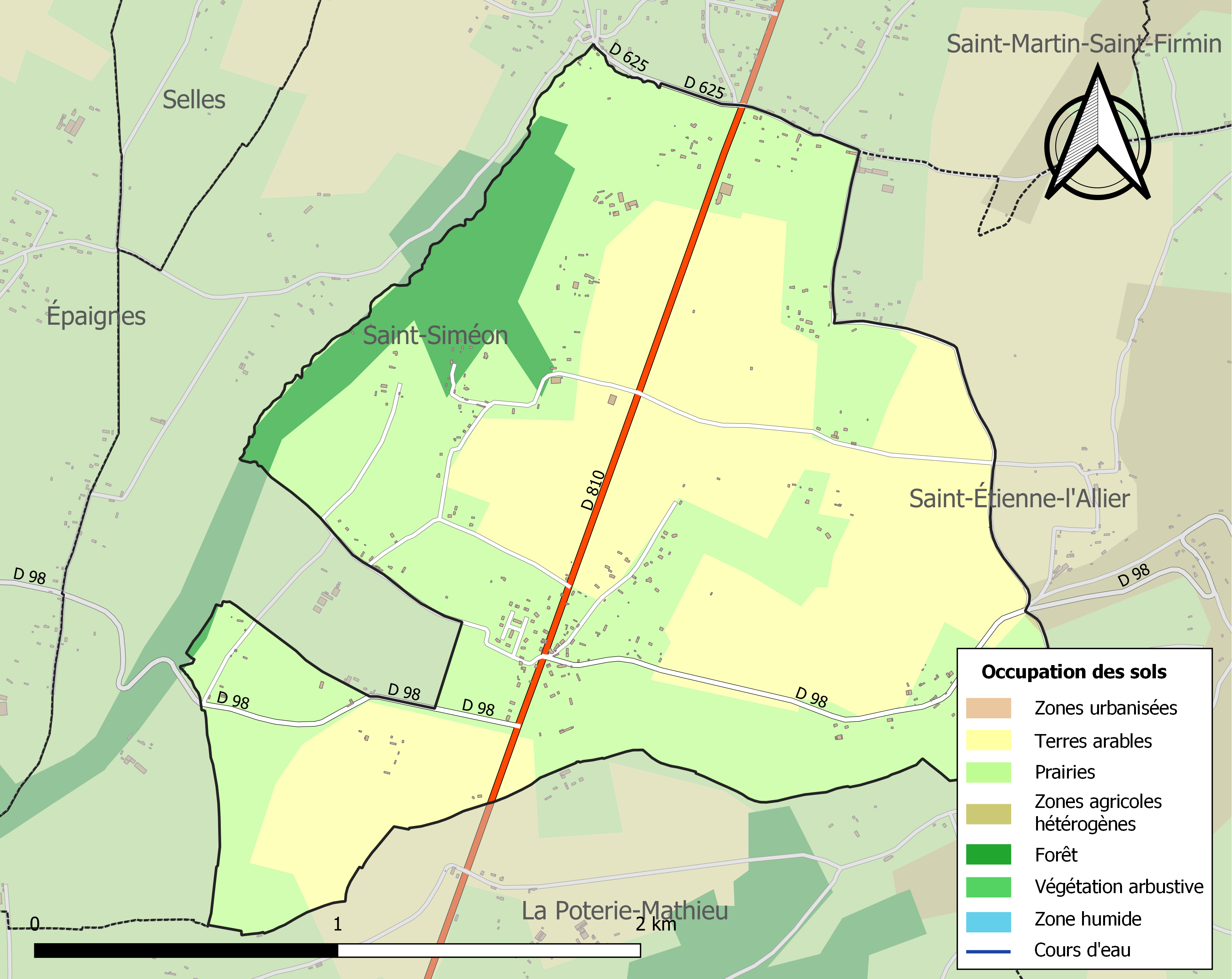
Carte des infrastructures et de l'occupation des sols de la commune en 2018 (CLC).

## Toponymie
Nom primitif : Saint Ouen du Bois Toustain ou Turstin. L'église de La Noë-Poulain est dédiée à Saint Ouen. 
Le nom de la localité est attesté sous les formes de Noa en 1207, Noa en 1350, la Noé en 1668 à 1792, La Noë en 1754 (Dictionnaire des postes), La Noë Poulain en 1793, La Noé en 1801.
Le terme Noa signifie en gallo "marécage". Nom gallo qui désigne une prairie inondable, Noë se retrouve dans de multiples toponymes habités ou nom et quelquefois sous la forme francisée de noue, nouis, nouy, nouelle etc.…

noe, noue, no « prairie marécageuse, marais », d'origine gauloise.
Poulain est un nom de famille attesté localement au XVIe siècle. Il s'agit le plus souvent d'un sobriquet lié au poulain, son sens est difficile à cerner aujourd'hui. Marie-Thérèse Morlet pense qu'il a été appliqué à un homme vif. On peut y voir une idée de jeunesse. C'est dans le Nord-Pas-de-Calais qu'il y a le plus de Poulain, tandis que les Poullain sont présents en Normandie (dans la Manche et la Seine-Maritime). Dans certains cas, on peut envisager que Poulain soit un diminutif du prénom Paul (sous ses formes Pol, Poul)[réf. nécessaire].

## Politique et administration

### Liste des maires
| Période                                  | Période  | Identité       | Étiquette | Qualité  |
| ---------------------------------------- | -------- | -------------- | --------- | -------- |
| avant 1981                               | ?        | Léon Guillot   |           |          |
| avant 2002                               |          | Renée Marchand |           |          |
| ?                                        | En cours | André Valentin | DVD       | Retraité |
| Les données manquantes sont à compléter. |          |                |           |          |

### Jumelage
Les quatorze communes de l’ancien canton de Saint-Georges-du-Vièvre sont jumelées avec :
- Slimbridge (Royaume-Uni)

## Démographie
L'évolution du nombre d'habitants est connue à travers les recensements de la population effectués dans la commune depuis 1793. Pour les communes de moins de 10 000 habitants, une enquête de recensement portant sur toute la population est réalisée tous les cinq ans, les populations de référence des années intermédiaires étant quant à elles estimées par interpolation ou extrapolation. Pour la commune, le premier recensement exhaustif entrant dans le cadre du nouveau dispositif a été réalisé en 2006.

En 2022, la commune comptait 251 habitants, en évolution de −5,28 % par rapport à 2016 (Eure : −0,25 %, France hors Mayotte : +2,11 %).
| 1793 | 1800 | 1806 | 1821 | 1831 | 1836 | 1841 | 1846 | 1851 |
| ---- | ---- | ---- | ---- | ---- | ---- | ---- | ---- | ---- |
| 333  | 336  | 386  | 373  | 397  | 403  | 301  | 299  | 298  |

| 1856 | 1861 | 1866 | 1872 | 1876 | 1881 | 1886 | 1891 | 1896 |
| ---- | ---- | ---- | ---- | ---- | ---- | ---- | ---- | ---- |
| 311  | 272  | 275  | 255  | 244  | 198  | 191  | 189  | 183  |

| 1901 | 1906 | 1911 | 1921 | 1926 | 1931 | 1936 | 1946 | 1954 |
| ---- | ---- | ---- | ---- | ---- | ---- | ---- | ---- | ---- |
| 161  | 154  | 152  | 139  | 138  | 140  | 155  | 188  | 152  |

| 1962 | 1968 | 1975 | 1982 | 1990 | 1999 | 2006 | 2011 | 2016 |
| ---- | ---- | ---- | ---- | ---- | ---- | ---- | ---- | ---- |
| 145  | 136  | 156  | 167  | 159  | 153  | 175  | 221  | 265  |

| 2021 | 2022 | - | - | - | - | - | - | - |
| ---- | ---- | - | - | - | - | - | - | - |
| 262  | 251  | - | - | - | - | - | - | - |

## Culture locale et patrimoine

### Lieux et monuments

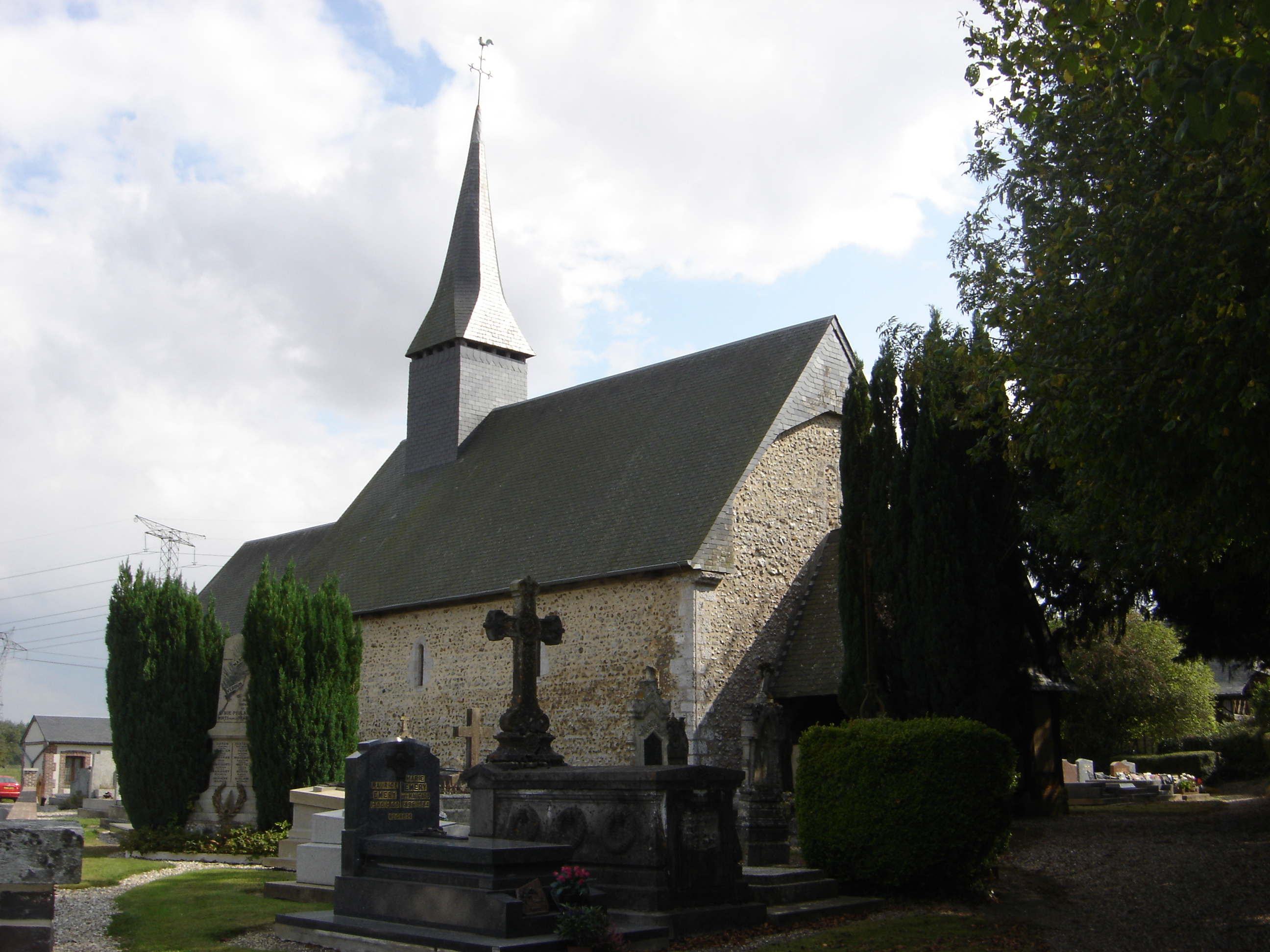
L'église Saint-Ouen.

La Noë-Poulain compte plusieurs monuments inscrits à l'inventaire général du patrimoine culturel :
- l'église Saint-Ouen (XIIe et XVIIIe)[24] ;
- deux fermes : l'une du XVIIIe siècle[25], l'autre du XIXe siècle[26] ;
- une maison du XIXe siècle au lieu-dit Cour Chanterelle[27].

### Patrimoine naturel
- La vallée de la Risle de Brionne à Pont-Audemer, la forêt de Montfort[28].